# Серганова Віра Володимирівна
Віра Володимирівна Серганова — радянська і американська математикиня, докторка фізико-математичних наук (1988), професорка в Каліфорнійському університеті в Берклі, фахівчиня в області супералгебри.

## Біографія
Закінчила Санкт-Петербурзький державний університет на здобуття наукового ступеня доктора фізико-математичних наук в 1988 році, захистила докторську дисертацію під керівництвом Лейтеса і Онищика, тема дисертації «Автоморфізми і речові форми простих комплексних супералгебр Лі». Була доповідачкою на Міжнародному конгресі математиків в Берліні 1998 році, тема; «Проста кінцевомірна супералгебра Лі», також планерною доповідачкою на ICM 2014 року в Сеулі, тема доповіді; «Скінченновимірні подання алгебраїчних супергруп». У 2017 році обрана почесною членкинею Американської академії мистецтв і наук.
Теорема Гельфанда—Серганової дає геометричну характеристику матроїдів Коксетера; стаття опублікована Вірою Сергановою та Ізраїлем Гельфандом в 1987 році в рамках їх спільних досліджень.